# 雷坛
雷坛是位于甘肃省永登县連城鎮的道观。

## 简介
雷坛位于永登县連城鎮鲁土司衙门建筑群的西北侧，距离鲁土司衙门建筑群后墙约80米，是第六世鲁土司鲁经及其子鲁东于明朝嘉靖三十四年（1555年）所建。原来有山门、过殿、大殿、厢房等建筑，坐北向南，占地面积1617平方米。现存过殿、大殿（雷坛殿）两座建筑。1958年，大殿内的塑像遭破坏。
1985年，雷坛被永登县人民政府公布为永登县文物保护单位。后来，“显教寺—雷坛”被列为甘肃省文物保护单位。2002年，天津大学教授王其享考察并测绘鲁土司衙门时，十分欣赏雷坛的建筑、壁画、塑像，乃提议申报全国重点文物保护单位。2006年6月10日，雷坛被公布为全国重点文物保护单位，并入第四批全国重点文物保护单位鲁土司衙门旧址中。

## 建筑
雷坛是为祀奉道教龙门派雷部尊神而兴建。现存的过殿、雷坛殿（大殿）的构件、悬塑、壁画等保存完好，为中国西北地区道教建筑精品。原来，雷坛建筑群与院内的花园组合为一个“雷”字。现存过殿进深一间，面宽三间，前后出廊，硬山顶式卷棚顶。现存大殿进深三间，面宽一间，单檐歇山顶，山花厚达0.77米，式样特别；檐下补间并转角铺作施五朵，山面施六朵，均是五铺件作重拱出双抄；正面及山面层中的铺作增出45度斜拱，用以承接抹角梁；老角梁平出，尾端扣抹角梁，上施短柱以承采步金，隐角梁尾端扣于采步金、金檩之间。过殿建筑面积26平方米，大殿建筑面积102平方米。
雷坛大殿建于明朝嘉靖三十四年（1555年），为中国西北地区兴建年代较早的道教建筑遗存之一。大殿门上刻有对联：“掌卅六部之赫权长生保命众姓同登寿城域，司亿万物之造化施雨行云连城共享丰年”。大殿内原有36尊雷部尊神塑像，均在1958年破除迷信时遭毁灭。如今，大殿门楣上部仅存7尊小型彩塑，均为立像，足踏祥云，衣带飘举，神态安详，是明代道教彩塑精品。最东侧的一尊彩塑身着明代官衣及官帽，仪貌似俗人。大殿内东、西两侧的前部，各绘雷部神庞元帅、刘元帅和苟元帅、毕元帅。壁画与妙因寺万岁殿内的佛传故事画很相似，为明代宗教建筑画精品。东壁有落款：“大明龙飞嘉靖三十四年岁次乙卯正月二十二日起首，八月十五日完毕，吉祥如意。”西壁有落款：“钦差前军督都府同知鲁经，男鲁东修缮。”